# Jegor Bulytschow und andere (1973)
Jegor Bulytschow und andere (Originaltitel: Егор Булычов и другие, Jegor Bulytschow i drugije) ist ein sowjetischer Spielfilm unter der Regie von Sergei Solowjow aus dem Jahr 1973 nach dem gleichnamigen Drama von Maxim Gorki aus dem Jahr 1932.

## Handlung
1. Teil: November 1916 – Krankheit
Die Dokumentarfilmaufnahmen zeigen den Zaren in Moskau während eines festlichen Gottesdienstes im Kreml, wie Donkosaken den Zaren begrüßen und wie der Zar Gardisten an die Kriegsfront verabschiedet. Die Aufnahmen vom Krieg zeigen moderne Militärtechnik, Kampfhandlungen, Verletzte und Tote auf beiden Seiten der Kampflinien sowie die Siegesfreude russischer Soldaten nach einer gewonnenen Schlacht.
Auf dem Bahnhof von Kostroma will Jegor Bulytschow den Geistlichen Pawlin abholen, was sich aber durch die ebenfalls mit dem gleichen Zug ankommenden vielen verwundeten Soldaten verzögert. Auf der Fahrt zum Haus Bulytschows versucht Pawlin ihn zu überzeugen, Geld für die Anfertigung einer Glocke zu spenden, was mit Sicherheit zu seiner Gesundung beitragen wird. Zur gleichen Zeit gesteht Bulytschows Frau Xenija dem Geschäftsführer der Firma ihres Mannes Mokai Baschkin, dass sie zwar einen Verkäufer geheiratet hat, jedoch den falschen, denn Mokai wäre der richtige gewesen. Wenn sie ihn geheiratet hätte, würde sie ruhiger leben, denn dann hätte sie nicht so viel Schlechtes von ihrem Mann ertragen müssen. Seine uneheliche Tochter Alexandra, die von allen nur Schura genannt wird, hat sie jetzt am Hals. Den Schwiegersohn für ihre gemeinsame Tochter Warwara suchte er unter den Allerschlimmsten aus und beide werden sie ausnehmen, wenn Jegor sterben sollte.
Nach Jegors Ankunft im Haus, sitzen alle gemeinsam am Essenstisch und beschimpfen sich gegenseitig mit großen und kleinen Spitzen. Auch das Thema Krieg wird angesprochen. Die Zaren können nicht nur das eigene Volk ausbeuten, welches nichts zu essen hat, sondern müssen außerdem noch die fremden Völker erobern. Dann wird darüber diskutiert, dass es ein verfluchter Krieg ist, doch steht die Frage, für wen er verflucht ist. Dann wirft Bulytschow seinem Geschäftsführer auch noch vor, dass der ihn bestiehlt, was diesen veranlasst, die Runde zu verlassen. Nun geht es noch um Jakob Laptjew, Jegors Patensohn, der sich anscheinend mit zweifelhaften Leuten auf dem Markt umgibt und regierungsfeindliche Reden hält. Unterbrochen wird das Gespräch durch das Dienstmädchen Glascha, die eine Ärztekommission zur Untersuchung Bulytschows anmeldet, weshalb er die Gesellschaft verlassen muss. Nach der Untersuchung gehen die Ärzte nicht auf seine vielfältigen Angebote ein, wenn sie ihn am Leben erhalten, was beweist, dass er nicht mehr zu retten ist. Schura war während dieser Zeit mit Stepan Tjatin, dem Cousin ihres Schwagers, der die beiden verkuppeln will, spazieren. Tjatin gesteht ihr aber, dass sie ihm nicht besonders gefällt und er sie, genau wie ihren Vater, für klug und böse hält, weshalb er Angst vor ihr hat. Wieder zu Hause angekommen, trifft sie, die als einzige der Angehörigen zu ihm hält, auf ihren Vater, der sich von den anderen Familienmitgliedern im Raum eingeschlossen fühlt. Ihr erzählt Jegor wie schlecht es ihm geht und dass der ganze Ärger, den er jetzt hat, erst mit Beginn seiner Krankheit auftrat. Anschließend geht Jegor zu Glascha ins Bett, die ihn wiederholt überzeugen will, mit ihr wegzufahren, denn die anderen werden ihn bei lebendigem Leibe auffressen wie einen Wurm. Jegor gesteht ihr, dass er sterben wird, was sie nicht wahrhaben will.
2. Teil: Januar 1917 – Meuterei
Wieder sind Dokumentarfilmaufnahmen dem 2. Teil vorangestellt: Zar Nikolaus während eines festlichen Gottesdienstes an der Feuerlinie, ein Abgeordneter der Staatsduma bedankt sich bei den Soldaten und verteilt Geschenke. Es werden Aufnahmen der Kriegshandlungen von beiden Seiten der Front gezeigt. Auf der deutschen Seite besucht der Kaiser die Soldaten und wegen der großen Verluste marschieren junge russische Rekruten in den Kampf.
Der Geistliche Pawlin ist wieder aus Moskau zu Besuch gekommen und unterhält sich mit Bulytschow über die politische Lage in Russland, während dieser auf dem verschneiten Hof Brennholz hackt. Pawlin erzählt, dass sich in Moskau selbst die Stimmen derer mit einem reifen Verstand mehren, die den Zaren wegen Unfähigkeit absetzen wollen. Jegor verteidigt ihn aber, da er über zwanzig Jahre gut regiert hat und ihm anlässlich der 300-jährige Herrschaft der Romanows im Jahr 1913 persönlich die Hand schüttelte, was das ganze Volk in Kostroma freute. In der Küche sitzt währenddessen Schura mit Jakob, der mit Sicherheit das erste Mal nach längerer Zeit wieder etwas zu essen bekommt. Beide unterhalten sich über die kommende Revolution, die nach seinen Worten bereits begonnen hat. Die nächste Frage betrifft Stepan Tjatin und Jakob antwortet, dass er ihn für einen Waschlappen hält. Jetzt fragt Schura nur noch, wie sie ihm bei seinen aufrührerischen Tätigkeiten helfen kann. Während Bulytschows Tochter Warwara mit ihrem Mann und mehreren Freunden in einem Restaurant feiert, bekräftigen beide noch einmal die Absicht, Schura so schnell wie möglich mit Tjatin zusammenzubringen, da der Vater bestimmt nicht mehr lange leben wird. Zur gleichen Zeit bekommt Jegor zu Hause von Glascha eine Spritze, die seine Schmerzen lindern soll. Dabei bittet sie ihn erneut, mit ihr wegzufahren, da hier alle nur darauf warten, dass er stirbt. Doch er sagt, er sieht und weiß alles und er weiß auch, dass Schura und sie die einzigen Menschen sind, die zu ihm halten. Er hat aber auch die Hoffnung nicht aufgegeben, noch einmal gesund zu werden.
Nach der Feierlichkeit im Restaurant geht die Gruppe gemeinsam wieder in Bulytschows Haus, wo in der Zwischenzeit die Äbtissin Melanja eingetroffen ist. Sie ist die Schwester von Jegors Frau Xenija und war einst Jegors Geliebte. Nun ist sie gekommen, um das Geld, was sie einst gemeinsam mit ihrer Schwester in das Geschäft Bulytschows gesteckt hat, für die Kirche zurückzuholen, da sie ebenfalls gemerkt hat, dass dieser nicht mehr lange leben wird. Er will es ihr auch geben, da er genug davon hat. Im Gespräch blickt er zurück auf sein Leben und bereut, ein großer Sünder gewesen zu sein. Doch Melanja weist ihn zurecht, dass er nicht vor ihr und den Menschen bereuen soll, sondern vor Gott, denn der ist gnädig. Der Streit um den Glauben und seinen Lebenswandel steigert sich bis zum Rauswurf Melanjas aus dem Haus. Kurz danach trifft ein vom Popen Gawlin bestellter Tubaspieler ein, der behauptet, mit seinem Spiel Bulytschow von seiner Krankheit befreien zu können. Er erhält dafür viel mehr Rubel als er verlangt und muss nun spielend durch das Haus laufen, so dass alle anderen darauf aufmerksam werden. Jegor verlangt, dass der Tubaspieler so laut spielen soll, bis die anderen taub werden. Doch nun geht der Schwiegersohn mit der Bemerkung dazwischen, dass Jegor betrunken ist. Dieser wird auf Grund der Äußerung handgreiflich und zertrümmert die komplette Einrichtung des Zimmers. Nur Schuras Blick kann ihn von seiner weiteren Zerstörungswut abbringen.
3. Teil: April 1917 – Im falschen Haus
Auch der dritte Teil beginnt mit Dokumentarfilmausschnitten aus dieser Zeit: Freiheit – Gleichheit – Brüderlichkeit, die Revolution erfasst die Straßen. Ein neues Regierungskabinett ist gegründet, das Volk jubelt der Übergangsregierung unter A.F. Kerenski zu, während die Regierungstreuen demonstrieren. Der Krieg soll auf jeden Fall bis zum siegreichen Ende weitergeführt werden, weshalb weiterhin junge Rekruten an die Front geschickt werden.
Die Gespräche auf den Straßen Kostromas befassen sich mit der Abdankung des Zaren, der jedoch nicht freiwillig zurückgetreten ist, sondern von Mitgliedern der Kadettenpartei gefangen genommen wurde. Bulytschow beobachtet während eines Rundgangs durch seinen Betrieb mehrere Arbeiter und Mokai Baschkin stellt fest, dass ein Teil von ihnen den Zaren weghaben, der andere Teil gleich alle Reichen abschaffen sowie den Staat selbst regieren will und Bulytschow befürchtet, dass sie nur den Staat versaufen werden. Jegor geht es von nun an immer schlechter und im Gespräch mit Schura vermutet er, die letzten dreißig Jahre im falschen Haus, nur unter Fremden gelebt zu haben. Popen, Zaren und Gouverneure, wozu braucht er sie und auch an Gott glaube er nicht, denn wo soll der denn sein? Die guten Menschen gibt es nur ganz selten, er macht sich Sorgen, wie Schura ohne ihn weiterleben wird.
Auf Anraten seiner Frau will sich Bulytschow wieder mit Melanja aussöhnen, was er dieser auch zu verstehen gibt. Auf dem Weg in den Salon seines Hauses, gestützt durch Glascha, trifft er auf den Popen Pawlin, mit dem er ein längeres Gespräch über Gott, das Leben und den Tod führt und dem er vorwirft, dass sich die Kirche am bettelarmen Christus reichgemacht hat. So treffen sie im Salon ein, wo die Verwandten und Freunde versammelt sind. Plötzlich kommt ein Narr ins Haus, der nach Bulytschows Vermutung, von Melanja bestellt worden ist. Der Narr beginnt Reden zu halten, die sich auch gegen Jegor richten, bis er selbst in Trance verfällt. Bulytschew erkennt darin eine Totenmesse, die für einen Lebenden gehalten wird und bricht in den Armen seiner Tochter Schura zusammen, bis ihm das Blut aus dem Mund rinnt.

## Produktion und Veröffentlichung
Der von der Filmproduktionsvereinigung Lutsch in Farbe, mit mehreren dokumentarischen Schwarzweißfilm-Sequenzen, gedrehte Film hatte am 9. April 1973 unter dem Titel Егор Булычов и другие in der Sowjetunion Premiere.
In der DDR wurde er erstmals am 20. März 1973 im Berliner Kino International aufgeführt. Im Fernsehen der DDR wurde der Film am 12. Oktober 1975 im 2. Programm gesendet.

## Kritik
H.U. schrieb in der Neuen Zeit über den Regisseur: 

„…was er gibt, ist eine authentisch filmische Version. Sie ist knapp und konzentriert, sie wird den dramaturgischen und optischen Eigengesetzlichkeiten der Filmkunst gerecht. Sie ist von der Treue zu Gorki bestimmt, nicht im Sinne nachahmender Buchstäblichkeit, sondern im geistigen Prinzip. Sie ist nicht Illustration, sondern Interpretation.“

Manfred Heidicke stellt in der Berliner Zeitung fest: 

„Der Film greift aus dem weitverzweigten Handlungsgeschehen des Theaterstücks vor allem jene Momente heraus, die sich auf den konfliktreichen Erkenntnisprozeß des Bulytschow beziehen. Die Geschichte der anderen, deren Haltungen schließlich den Prozeß dieses Mannes herausfordern, wird nicht so akzentuiert. Wie sich zeigt, resultieren daraus Vorzüge und Nachteile dieser Filmadaption. Verdeutlicht wird zweifellos in der Person des Bulytschow das sich selbst nicht schonende Aufbegehren gegen Lüge und Unrecht. Andererseits fehlt es dem Film an dichter, dramatischer Spannung, da diese Herausforderung des Bulytschow nur in Ansätzen sichtbar wird.“

Das Lexikon des internationalen Films schreibt, dass es sich hier um eine sinngetreue und künstlerisch beachtliche Verfilmung des gleichnamigen Dramas von Maxim Gorki handelt.